# Кристиан V (Олденбург)
Кристиан V фон Олденбург или Христиан V (на немски: Christian V von Oldenburg; * ок. 1342; † сл. 6 април 1399) от фамилията Дом Олденбург е от 1368 до 1398 г. управляващ граф на Олденбург.
Той е третият син на граф Конрад I (1300 – 1368) и съпругата му графиня Ингеборг фон Холщайн-Пльон (1316 – 1343), дъщеря на граф Герхард IV фон Холщайн-Пльон и графиня Анастасия фон Шверин-Витенбург. 
След смъртта на баща му той и по-големият му брат Конрад II († 1386) го наследяват и управляват заедно от 1368 г. След смъртта на брат му през 1386 г. той управлява сам.

## Фамилия
Кристиан V се жени през 1377 г. за графиня Агнес фон Хонщайн-Херинген (* ок. 1360; † 1 септември 1404), дъщеря на граф Дитрих V фон Хонщайн-Херинген (ок. 1306 – 1379) и втората му съпруга принцеса София фон Брауншвайг-Волфенбютел (ок. 1340 – ок. 1394), дъщеря на херцог Магнус I фон Брауншвайг-Волфенбютел и маркграфиня София фон Бранденбург. Те имат два сина: 
- Кристиан VI (ок. 1378 – 1423), каноник в Кьолн, от 1403 граф на Олденбург
- Дитрих Щастливия (1390 – 1444), граф на Олденбург, баща на Кристиан I, крал на Дания, Норвегия и Швеция